# Gunnar Gunnarson

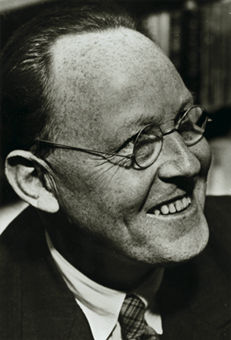
Gunnar Gunnarson

Gunnar Gunnarson foi um escritor islandês, nascido em 1889 em Fljótsdalur en Islândia. Radicado na Dinamarca desde os seus 18 anos, foi neste país e em língua dinamarquesa que escreveu a maior parte da sua obra. Morreu em 1975.

## Obras
As suas principais obras são duas séries
- A História da Família Berg, em quatro volumes (1912-1914
- A igreja na montanha, em cinco volumes (1923-1928)